# Hamlet (téléfilm, 2009)
Pour les articles homonymes, voir Hamlet (homonymie).
Hamlet est une adaptation cinématographique pour la télévision de 2009 de la production théâtrale Royal Shakespeare Company et adaptée de la pièce du même nom de William Shakespeare, diffusée sur BBC Two le 26 décembre 2009. Elle a été diffusée par PBS Great Performances aux États-Unis le 28 avril 2010.
Elle a été réalisée par Gregory Doran (en) et met en vedette David Tennant dans le rôle principal du prince Hamlet.

## Production
La production a été filmée avec une configuration à une seule caméra, en utilisant la technologie de la caméra RED One.

## Distribution
- David Tennant : Prince Hamlet
- Patrick Stewart : Roi Claudius / Roi Hamlet
- Penny Downie : Reine Gertrude
- Mariah Gale : Ophélie
- Pierre de Jersey : Horatio
- Edward Bennett : Laërtes
- Oliver Ford Davies : Polonius
- Sam Alexander : Rosencrantz / Second Fossoyeur
- Tom Davey : Guildenstern
- Mark Hadfield : Fossoyeur
- John Woodvine : Joueur Roi
- Ryan Gage : Osric / Player Queen
- Samuel Dutton : Roi du spectacle
- Jim Hooper : Reine du spectacle / Prêtre
- David Ajala : Reynaldo / Empoisonneur du spectacle
- Keith Osborn : Marcellus
- Ewen Cummins : Barnardo
- Robert Curtis : Francisco / Fortinbras
- Roderick Smith : Voltemand
- Andrea Harris : Cornélia
- Ricky Champ : Lucianus
- Riann Steele : Dame d'honneur
- Zoe Thorne : Dame d'honneur

## Sortie du DVD
Le film est sorti par 2 Entertain au Royaume-Uni et en Irlande en DVD le 4 janvier 2010 et en Blu-ray le 19 avril 2010 et en DVD et Blu-ray le 4 mai 2010 aux États-Unis et au Canada.